# (26796) 1978 VO6
1978 في أو 6 (ويعرف أيضًا باسم (26796) 1978 في أو 6 وفق تسمية الكوكب الصغير) (بالإنجليزية: 1978 VO6)‏ هو كويكب ضمن حزام الكويكبات؛ وترتيبه 26796 من حيث الاكتشاف.
اكتُشف هذا الجُرم الفلكي بواسطة شيلت جون بوبي في 7 نوفمبر 1978.

## وصلات خارجية
- (26796) 1978 VO6 في قاعدة بيانات مختبر الدفع النفاث لأجرام النظام الشمسي الصغيرة

- الاكتشاف · مخطط المدار ·  العناصر المدارية · المعلمات المادية

- (26796) 1978 VO6 على موقع ويكي سكاي: DSS2, SDSS, GALEX, IRAS, Hydrogen α, X-Ray, Astrophoto, Sky Map, Articles and images